# Musée d’Art et d’Industrie (Roubaix)

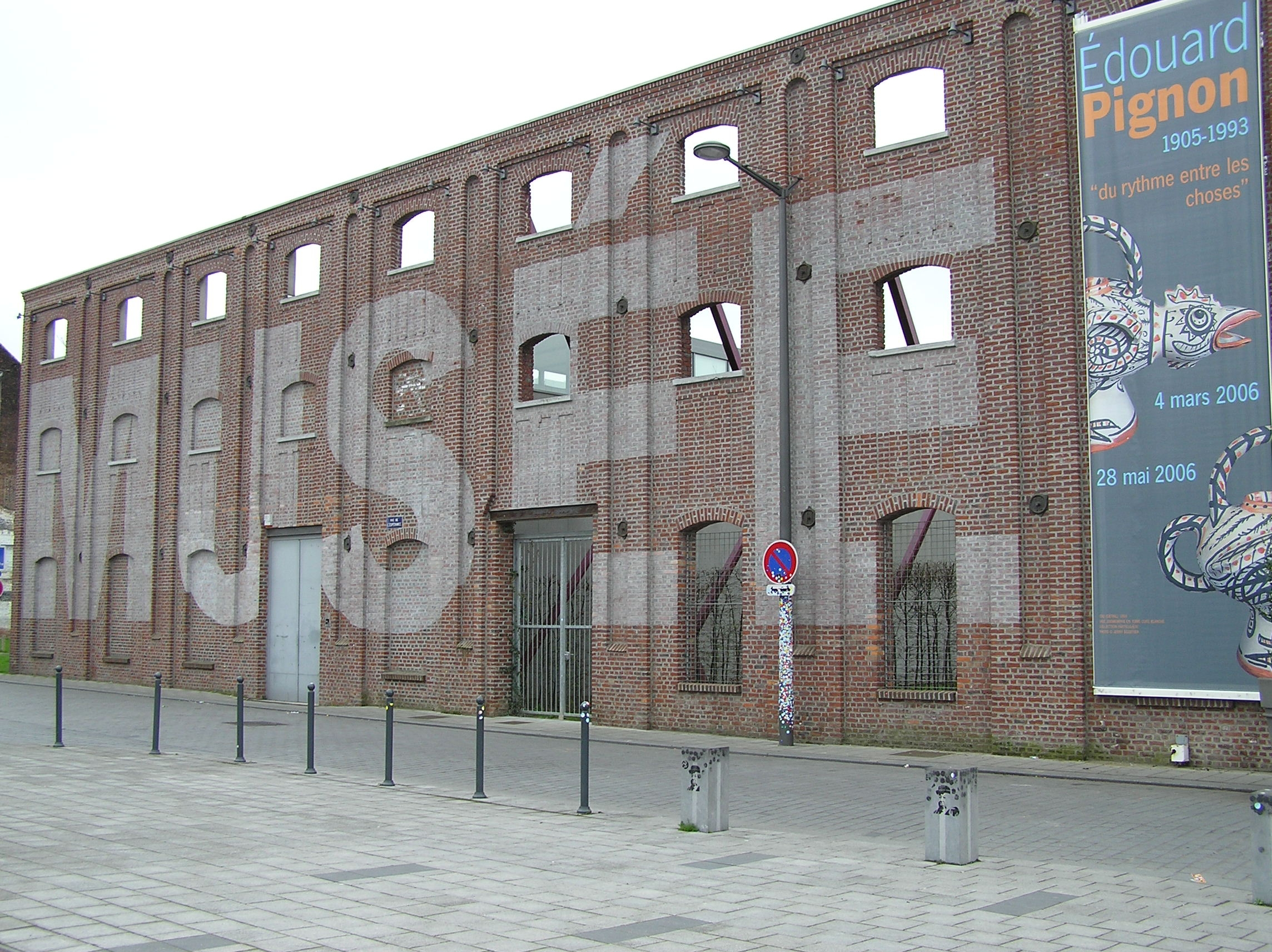
Die freistehende Fassade am Eingangsbereich des Musée d’Art et d’Industrie

Das Musée d’Art et d’Industrie (deutsch: Museum für Kunst und Gewerbe; offiziell La Piscine-Musée d’Art et d’Industrie André Diligent) auch La Piscine oder Musée André Diligent genannt, ist ein in ein Museum umgebautes Schwimmbad aus den 1920er Jahren, das sich in der nordfranzösischen Stadt Roubaix befindet.
Die Dauerausstellung präsentiert Kunstwerke lokaler Künstler und Ausstellungsstücke aus der industriellen Geschichte der Stadt. In einem Nebenflügel werden gelegentlich kleine Sonderausstellungen organisiert, die Kunstobjekte aus der ganzen Welt beherbergen wie u. a. von Pablo Picasso.
Die Gestaltung des Schwimmbades im Art-déco-Stil des frühen 20. Jahrhunderts wurde weitgehend beibehalten und schafft eine besondere Atmosphäre für die Ausstellungsstücke, als auch einen Eindruck aus einer vergangenen Epoche der Stadt.
Kurator des Museums ist Bruno Gaudichon.

## Geschichte

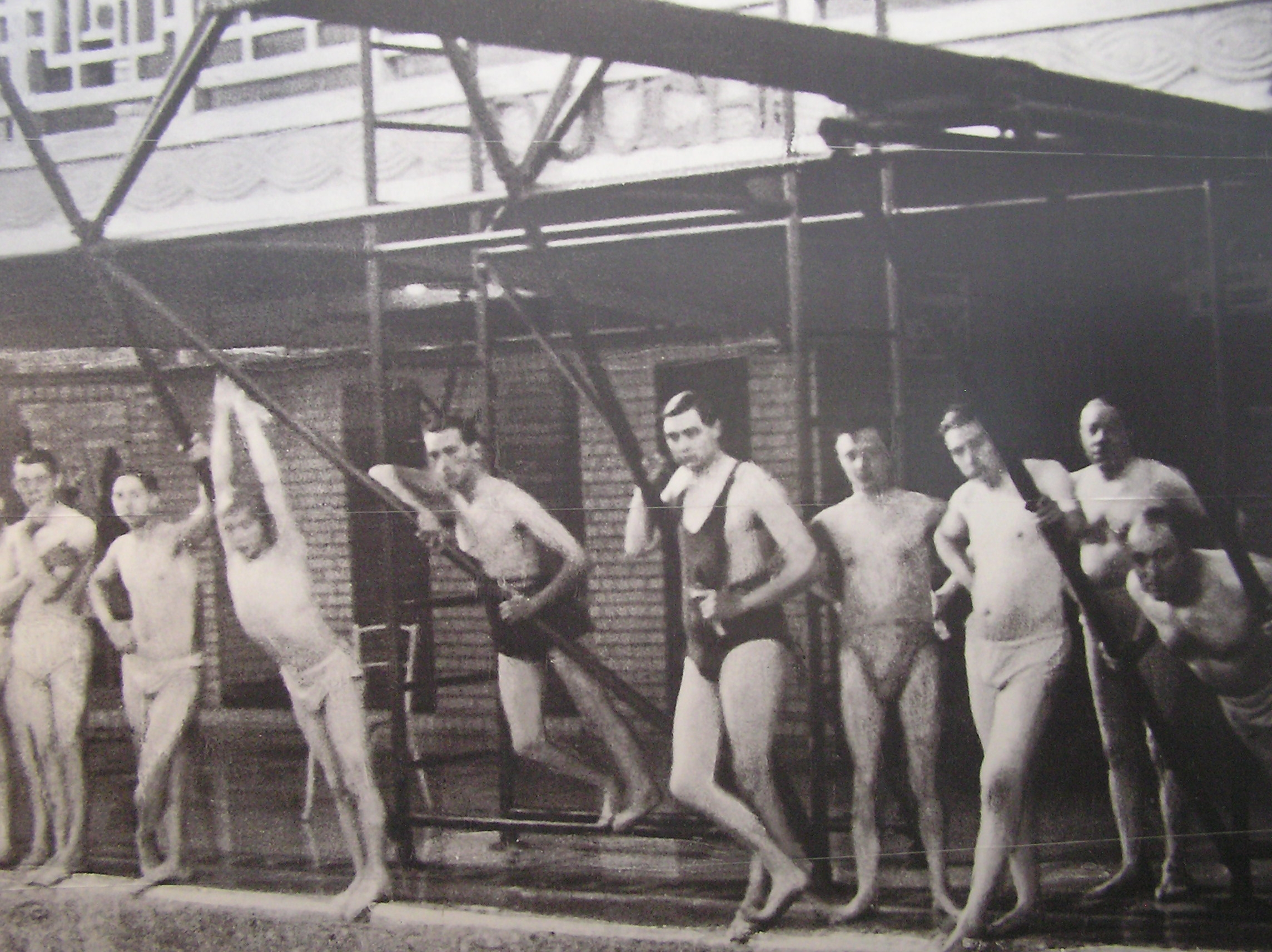
Foto einer alten Aufnahme des Badebetriebes, die im Eingang des Museums gezeigt wird.

Vor dem Bau des Schwimmbades verfügte Roubaix nur über einige Badestellen und eine Schwimmschule am Kanal sowie eine kleine Badeanstalt in der rue Pierre Motte und der rue de Rome aus dem späten 19. Jahrhundert. Die Stadt ließ 1912 Pläne für den Bau einer größeren Badeanstalt entwerfen. Das Projekt wurde durch den Ausbruch des Ersten Weltkrieges aufgegeben, jedoch nach dessen Ende sofort wieder vom Bürgermeister Jean-Baptiste Lebas aufgenommen und dem aus Lille stammenden Architekten Albert Baert übergeben. Baert, der bereits Bäder in Dünkirchen und Lille gebaut hatte, sah in seinen Plänen ein umfangreiches Freizeit-, Sport- und Hygieneangebot, vor allem für die Arbeiterklasse vor.

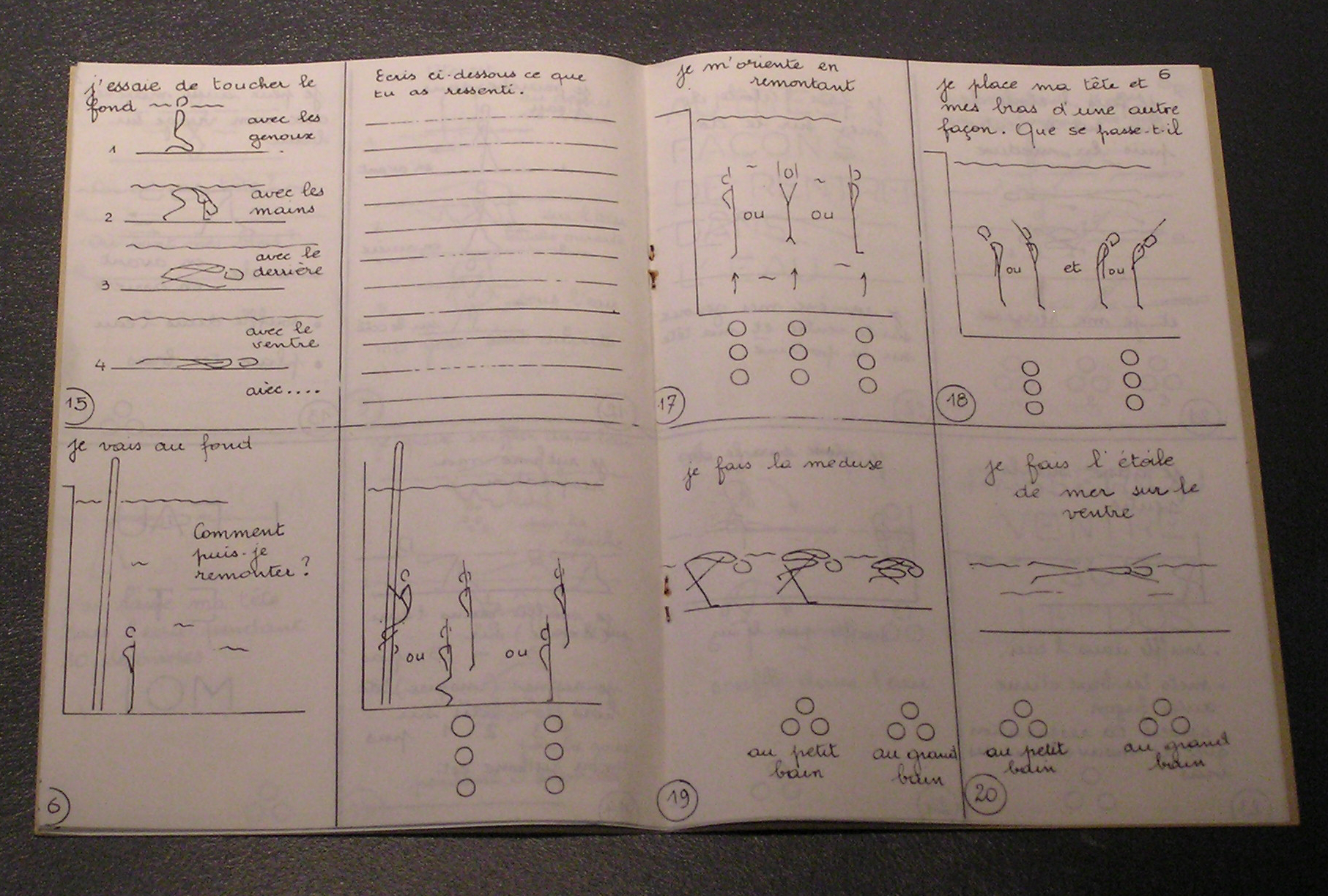
Ein altes Lehrbuch für den Schwimmunterricht. Teil der Ausstellung

Die Bauzeit dauerte von 1927 bis 1932. Das Gebäude glich mit seinem Eingangsbereich, der gewölbten Überdachung, den kunstvoll gestalteten Rosetten und den Seitenschiffen eher einem Kirchengebäude, war jedoch vollständig im Art-déco-Stil gehalten. Die gegenüberliegenden Rosetten – Sonnenauf- und -untergang – sind das repräsentative Symbol dieses Architekturellen Kunstwerkes.
Die Badeanstalt wurde bis ins Jahr 1985 betrieben. Aufgrund der durch das Chlor in Mitleidenschaft gezogenen Bausubstanz musste der Betrieb eingestellt werden.
Erst 1990, bei Überlegungen der Stadt ein neues Museum zu eröffnen – seit 1940 konnte Roubaix kein nennenswertes Museum mehr vorweisen –, wurde dem Gebäude wieder besondere Aufmerksamkeit geschenkt. Die kleine Ausstellungsfläche für lokale Textilherstellung im Rathaus genügte nicht mehr und zahlreiche Kunstwerke waren im Musée des Baux Arts hinterlegt worden. Der Entwurf des „Museums im Schwimmbad“ stammte vom Architekten Jean-Paul Philippon, der auch am Bau des Musée d’Orsay in Paris beteiligt war und mit seinem Entwurf an einem internationalen Wettbewerb teilgenommen hatte.
Das Museum wurde im Jahr 2000 eröffnet und 2001 unter dem Namen „Musée d’Art et d’Industrie André Diligent“, nach dem Bürgermeister der Stadt von 1983 bis 1994 benannt.

## Gestaltung und Ausstellung des Museums

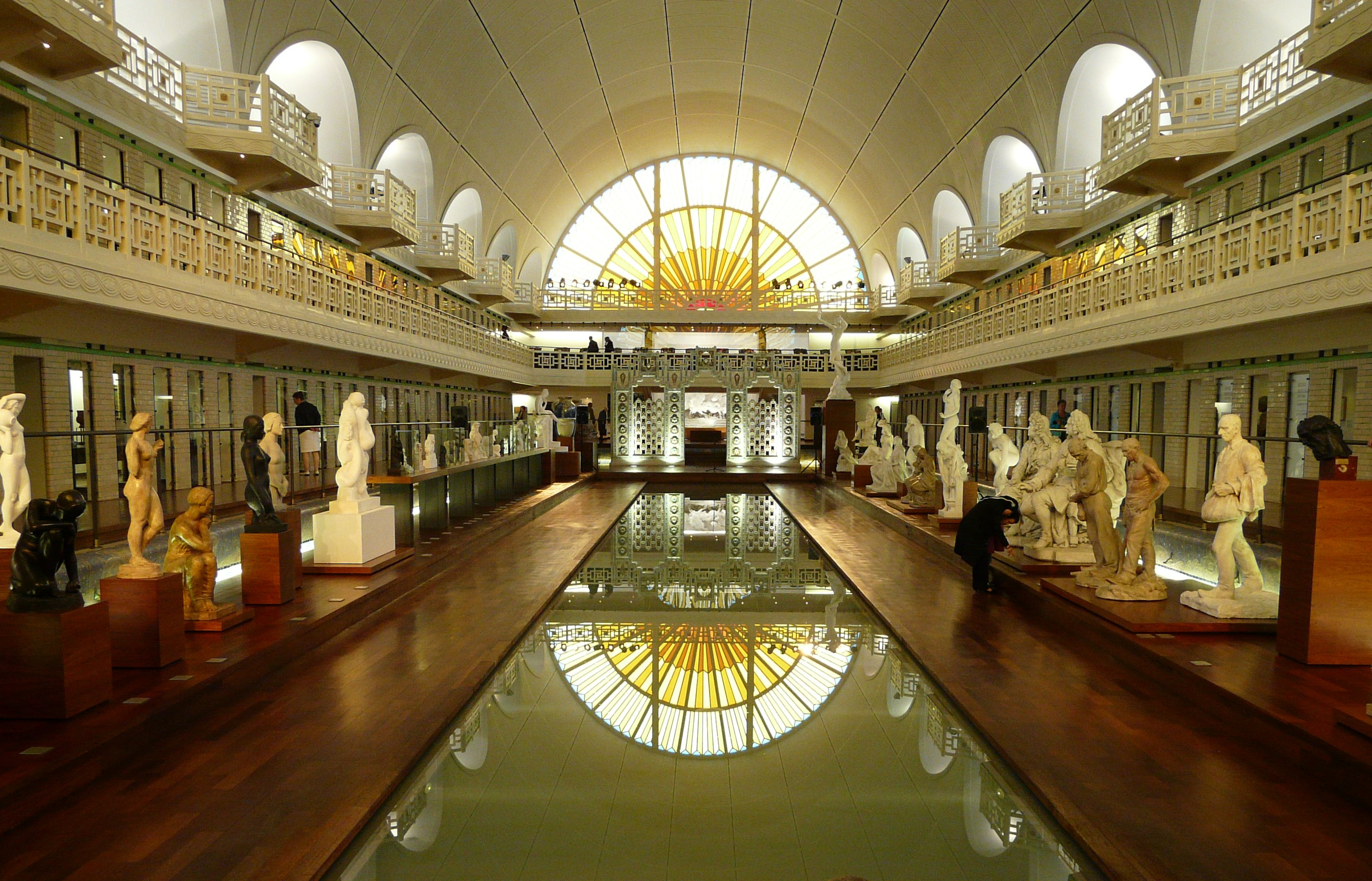
Das große Becken

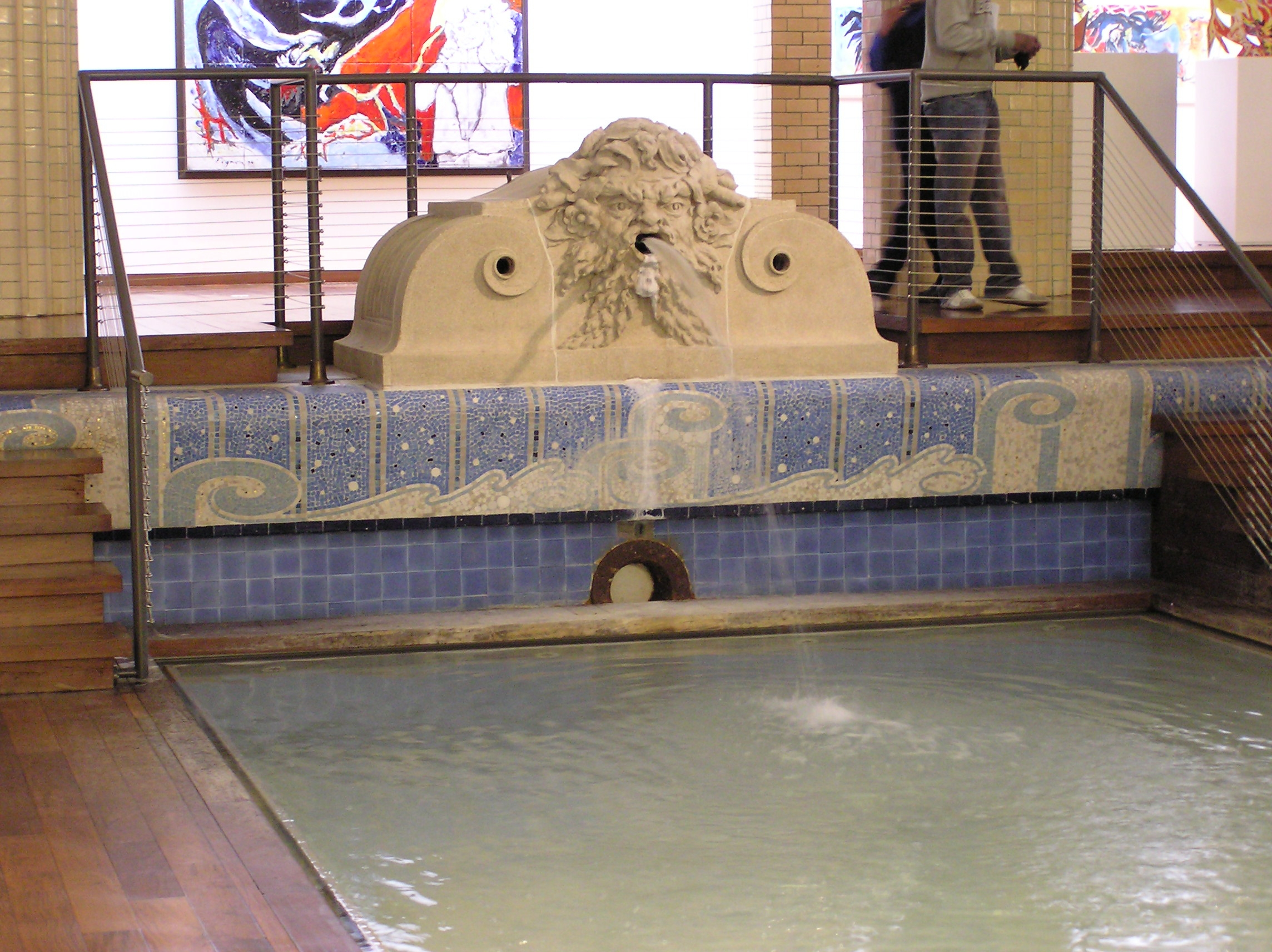
Der kunstvoll gestaltete Beckenrand und der Wasserspeier

Das Zentrum des Museums ist das große Becken. Entlang seiner Längsseiten wurden Stege ins Becken gebaut – in der Mitte durch Wasser voneinander getrennt –, auf denen der Besucher zwei Reihen von Skulpturen betrachten kann. Ein Wasserspeier befindet sich an einem Ende des Beckens, das von einem kunstvoll gestalteten Mosaikrand umgeben wird. Hinter den Skulpturenreihen befinden sich die alten gekachelten Umkleide- und Duschkabinen, in denen vereinzelt besondere Attraktionen und Gegenstände ausgestellt werden. Über dem Becken erheben sich zwei weitere Etagen; die erste bestehend aus einer durchgehenden Galerie und weiteren Umkleidekabinen, die zweite aus mehreren Balkonen.
Die oberen Etagen werden vor allem für die Ausstellung zur Textilindustrie der Region genutzt. Hier finden zahlreiche Stoffe und Stücke namhafter Modedesigner.
In den von der Beckenhalle abzweigenden Flügeln des Gebäudes finden sich zahlreiche Gemälde, Kunstgegenstände aus Porzellan und weitere Ausstellungsgegenstände. Außerdem erhält der Besucher einen Einblick in die weiteren hygienischen Einrichtungen der Badeanstalt, wie z. B. eine alte Badewanne aus der Entstehungszeit des Gebäudes.

## Besondere Ausstellungsstücke
- Autoportrait (Selbstporträt) von Eugène Leroy, Ölgemälde (1959)
- Fillette von Marc Ronet (1970)
- Les Loisirs von Marcel Gromaire, Ölgemälde (1936)
- Papiers découpés von Michel Delporte, Lichtdruck auf Papier (1957)
- Vieille femme von Jean Roulland, Ölgemälde (1952)